# Some Great Videos
Some Great Videos je video album britské hudební skupiny Depeche Mode, vydané 14. října 1985. Jedná se o první kompilaci hudebních videoklipů skupiny.
Kompilace neobsahuje žádné videoklipy režírované Julienem Templem k singlům z alba A Broken Frame, „See You“, „The Meaning of Love“ a „Leave in Silence“. Kompilace rovněž neobsahuje videoklip k singlu „Get the Balance Right!“. 

## Seznam skladeb

### Spojené království
VHS / Betamax: Virgin Video / VVD103 (1985)
1. „Just Can't Get Enough“
2. „Everything Counts“
3. „Love, in Itself“
4. „People Are People“ (12″ verze)
5. „Master and Servant“
6. „Blasphemous Rumours“
7. „Somebody“
8. „Shake the Disease“
9. „It's Called a Heart“
10. „Photographic“ (live)

### Spojené státy
VHS: Sire / 38124-3
Laserdisc: Sire / 38124-6 (1986)
1. „A Question of Lust“